# Jäger – Tödliche Gier
Jägarna ist der Originaltitel einer schwedischen Fernseh-Krimiserie, die 2018 begonnen hat. Sie adaptiert den im Original gleichnamigen Kinofilm Die Spur der Jäger (1996) und dessen Kino-Fortsetzung Die Nacht der Jäger (Jägarna 2, 2011). Protagonist in den Kinofilmen und der Fernsehserie ist der von Rolf Lassgård gespielte Ermittler Erik Bäckström. Die Serie besteht aus zwei 6-teiligen Staffeln mit unterschiedlichen deutschen Titeln:
- Staffel 1: Jäger – Tödliche Gier
- Staffel 2: Jäger – Tödliche Spur[3]

Die Serie besteht in der Originalfassung aus 45-minütigen Episoden. Die deutsche Fassung der ersten Staffel wurde am Osterwochenende 2019 in Form dreier 90-minütiger Fernsehfilme erstausgestrahlt sowie per Video-on-Demand veröffentlicht. In ihrer Handlung geht es um Bäckströms Ermittlungen gegen einen angesehenen Bergbauunternehmer, der seine Schuld an einem Mord aus persönlichen und wirtschaftlichen Gründen nicht zugeben will.

## Handlung

### Staffel 1
Der Bergbauunternehmer Markus Lindmark möchte mit seiner Firma im Norden Schwedens Gold abbauen und dazu mit einer südafrikanischen Firma zusammenarbeiten. Eines Tages wird auf Markus’ Auto geschossen, Markus verdächtigt Umweltaktivisten der Tat. Der im Ruhestand weilende Ex-Kriminalkommissar Erik Bäckström beginnt, der sich machtlos gebenden örtlichen Polizei durch eigene Ermittlungen zu helfen. Sein Neffe, der junge Polizist Peter Bäckström, ist der einzige Polizist, der Eriks Hilfe gern annimmt – unter dessen Kollegen gilt Erik als unglaubwürdig, da er sich einst gegen seine Kollegen stellte. Noch ohne das Wissen, dass Markus die Umweltgefahr ignoriert, die von Arsen beim Abbau ausgeht, lässt sich Erik zudem von Markus als Sicherheitschef engagieren. In Markus’ Haus findet Erik ein getötetes Huftier. Dies untersuchend, kommt Erik auf die Spur von Benjamin Abrahamsson, in dessen Haus die Ermittler Utensilien zum Selbstbau von Bomben entdecken.
Markus bereitet den Goldabbau und die Verhandlungen mit den Südafrikanern mit der Hilfe seines Bruders Karl Lindmark und mit Johannes Fresk vor. Als sich Johannes wegen der Umweltgefahr von Markus abwendet, ermordet ihn Markus im Beisein von Karl und dem für Markus arbeitenden Schwerverbrecher Tord. Gemeinsam lassen sie den Mord als selbstverschuldeten Verkehrsunfall erscheinen. Mit Peters Hilfe kommt Erik dahinter, dass Markus seine Verantwortlichkeit für den Mord verschweigt und Erik betrügt. Als Erik in Markus’ Firma zum Beweis ein Überwachungsvideo sichtet, wird Erik durch die Explosion einer Bombe verletzt, die Tord am Gebäude platziert hat. Erik bricht seinen Krankenhausaufenthalt ab und schließt sich einer Bärenjagd an, die Markus und Karl mit den südafrikanischen Firmenvertretern veranstalten. Währenddessen nimmt Benjamin, der von der Polizei als Bombenattentäter gesucht wird, Markus’ Angestellte Ragnhild als Geisel, um Markus zu sich zu locken, der eine wesentliche Rolle beim lange zurückliegenden, unnatürlichen Tod von Benjamins Vater spielte. Nachdem Markus über Tord davon erfahren hat, dass Erik von Beweisen gegen Markus weiß, die sich in Benjamins Besitz befinden, beauftragt Markus Tord damit, Benjamin zu töten, um die Herausgabe der Beweise zu vereiteln. Tord erschießt Benjamin und kann die indes hinzugekommene Polizei glauben machen, dass er aus Notwehr geschossen habe.
Bei den Beweisen gegen Markus handelt es sich um GPS-Daten, die Markus’ Aufenthaltsort während des Mordes an Johannes belegen und sich nun auf Benjamins Notebook befinden. Als Erik das Notebook aus Benjamins Haus holt, nimmt es ihm Peters Vorgesetzter weg, der Polizist Måns Richardsson. Dieser hat sich von Markus unter einem Vorwand dazu anheuern lassen und bringt es ihm. Als Erik es aus Markus’ Haus entwendet und damit vor Markus in Sicherheit bringt, wird er von Karl überrascht. Karl wird dadurch verletzt und fällt in der Folge – auch wegen Drogenkonsums – in ein Koma. Nachdem Erik das Notebook der Polizei geschickt hat, konfrontiert diese Markus mit den ihn belastenden Beweisen. Dennoch gibt Markus die Wahrheit nicht zu, sondern schreibt fälschlicherweise Karl den Mord zu und bringt ihn später mit einer Spritze im Krankenhaus um.
Auch, weil sich Peter unter den Polizisten für Erik einsetzt, bestellt Sanna, die Polizeichefin, Erik zu einem Verhör, in dem er aussagen soll, dass er Markus am Steuer seines Wagens hat sitzen gesehen, kurz bevor Johannes überfahren wurde. Markus versucht daraufhin zu vereiteln, dass Erik zum Verhör erscheint, und lässt ihn durch Richardson zu Tord bringen, der ihn im Wald erschießen will. Erik überlistet jedoch Tord und flieht vor Tord, Richardson und Markus bis zu einem verlassenen Bergbau-Gelände. Beim Duell mit Markus stürzt Erik in einen Grubenschacht und verletzt sich schwer. Peter ist indes mit Eriks Hund auf der Suche nach Erik und erschießt dabei Tord. Erik kann mit letzter Kraft und einer Hundepfeife seinen Hund und damit Peter als Rettung zu sich führen.
Während sich Erik von seinen Verletzungen erholt, begibt sich Peter als Zeuge vor Gericht, um gegen Markus bzw. Richardson auszusagen, wohlwissend, dass ihn das in der Stadt einige Sympathien kosten kann.

### Staffel 2
Vor 15 Jahren, damals noch im aktiven Polizeidienst, hatte Erik entscheidend daran mitgewirkt, den Kriminellen Joar Särn als Schuldigen für die Ermordung der jungen Frau Theres zu überführen und zu verhaften, wobei deren Leiche nie gefunden worden war. Nun, in der Gegenwart, möchte Särn die Polizei, darunter auch Peter, zum angeblichen Versteck der Toten in einem Waldgebiet führen. Die sterblichen Überreste erweisen sich den Polizisten jedoch als tierisch, während Särn den Moment für die Flucht in die Wildnis nutzt. Peter verfolgt ihn, wird jedoch von Särn überlistet, seiner Waffe beraubt und zum Schein exekutiert. Erik, der daraufhin unabhängig von der Polizei ermittelt, gelingt es zwar nicht, Särn aufzugreifen, dafür aber, Peter zu finden, welcher ihm aus Scham die Scheinhinrichtung verschweigt.
Etwas später erscheint Särn in Eriks Haus, bedroht ihn mit Waffengewalt und behauptet, Theres nicht ermordet zu haben. In dem Gespräch wird Erik davon überzeugt, dass Särns Behauptung stimmt und er unschuldig ist. Wegen triftiger Beweise seiner Unschuld wieder aus Polizeigewahrsam entlassen, zieht Särn in sein Elternhaus in der Nähe, ganz in der Nähe des Wohnorts von Theres´ Eltern und Bruder Pål. Diese, wie auch Peter und zahlreiche andere Bewohner können Särns Freilassung aber nicht fassen und halten ihn nach wie vor für den Schuldigen. Bei den Ermittlungen zur Identität des wahren Mörders von Theres kämpft Erik deshalb auch gegen Särns Vorverurteilung. Diese äußert sich auch, als Pål, einst militärisch ausgebildet, zusammen mit einigen Mitstreitern zur Selbstjustiz greift, bei Erik erscheint und Utensilien verbrennt, von denen Erik behauptet, sie enthielten Beweise für den wahren Mörder.
Inzwischen wurde neben der mutmaßlichen Mordwaffe auch Theres´ Leiche gefunden, deren Zustand Särns Behauptung von seiner Unschuld stützt. Eriks einstiger Arbeitskollege bei der Polizei, Måns Richardsson, möchte sich mit Informationen über Theres´ wahren Mörder an Erik wenden und wird auf dem Weg zu ihm durch Särn an einer Tankstelle aufgesucht, kurz bevor Erik Måns in dessen Haus erschossen auffindet. Dem öffentlichen Bild von Särn, wonach er der Mörder von Theres und Måns sei, wird dadurch Vorschub geleistet.
Särn versteckt sich daraufhin in einem abgelegenen Gebäude, wo er von Erik aufgespürt und mit einem alten Foto von einer Jagdgesellschaft in einem Zimmer konfrontiert wird, unter dessen Fußboden einst Theres gefangen gehalten worden war und das auch eine Frau zeigt, der das Gewehr gehörte. Ehe Erik Särn mit diesen Informationen zu einer Aussage bei der Polizei bringen kann, wird Särn von Pål aufgespürt. Dieser bedroht Särn mit dem Tod, sollte er die Ermordung von Theres nicht zugeben, wird aber bei Eriks Rückkehr zu Särn von diesem schwer verletzt. In der Folge hilft Särn Erik dabei, Pål in ein Krankenhaus in der Stadt zu bringen. Vor dem Krankenhaus blutverschmiert wartend, droht Särn von Bürgern, die ihn für den Mörder halten, gelyncht zu werden, sodass Särn von dort flieht. Mit einem Revolver in der Hand, trifft er auf Peter, der ihn auch für den Mörder hält. Obwohl es Erik gelingt, Särn zum Ablegen der Waffe zu bewegen, wird Särn von Peter erschossen.
Peter verschweigt in polizeilichen Aussagen, dass Särn zum Zeitpunkt des tödlichen Schusses bereits unbewaffnet war, und erregt auch damit Eriks Zorn. Erik kann sich aber nicht dazu durchringen, in seiner Vernehmung die Wahrheit über Peters Verhalten auszusagen, weil er es vermeiden will, dass Peters kleine Tochter ohne Vater aufwächst. Dazu verweist Erik in der Vernehmung auf eine Erinnerungslücke.
Erik gelingt es aber schließlich in einem Lokal und im Beisein von Pål, dessen Freund Linus zu einer Aussage zu bewegen, die seine Schuld an der Verschleppung und Vergewaltigung von Theres als Folge eines Streits offenbart. Linus´ Mutter, auf dem Foto mitabgebildet, erschoss dann Theres, um dem Streit ein Ende zu machen. Erst jetzt wird Pål davon überzeugt, dass seine Schwester nicht durch Särn getötet worden war.

## Produktion
Als Regisseur aller sechs Episoden der ersten Staffel wird Jens Jonsson genannt, bei den Episoden 3 bis 5 zusätzlich Johan Lundin. Drehbuchautoren ebenfalls aller dieser sechs Episoden sind Björn Carlström und Stefan Thunberg, bei den Episoden 3 und 4 mit Unterstützung von Jimmy Nivrén Olsson. Carlström war bereits bei den beiden Jägarna-Kinofilmen ein Co-Drehbuchautor, Thunberg bereits bei Die Nacht der Jäger.

## Besetzung
Die deutsche Synchronfassung entstand bei der Berliner Synchron unter der Leitung von Horst Müller, der als Dialogregisseur und Dialogbuchautor fungierte.
| Rolle                | Darsteller                  | Staffel 1 | Staffel 2 | Synchronsprecher  |
| -------------------- | --------------------------- | --------- | --------- | ----------------- |
| Erik Bäckström       | Rolf Lassgård               | ●         | ●         | Douglas Welbat    |
| Markus Lindmark      | Pelle Heikkilä              | ●         |           | Oliver Siebeck    |
| Peter Bäckström      | Johan Marenius Nordahl      | ●         | ●         | Dirk Petrick      |
| Måns Richardsson     | Johannes Kuhnke             | ●         | ●         | Thomas Schmuckert |
| Karl Lindmark        | Sampo Sarkola               | ●         |           | Michael Iwannek   |
| Benjamin Abrahamsson | Albin Grenholm              | ●         |           | Julian Tennstedt  |
| Johannes Fresk       | Mikael Ersson               | ●         |           | Jeremias Koschorz |
| Tord                 | Pasi Haapala                | ●         |           | Felix Spieß       |
| Ragnhild             | Anna Azcárate               | ●         |           | Marion Musiol     |
| Karin Johansson      | Annika Nordin               | ●         | ●         | Heide Domanowski  |
| Sanna                | Maria Langhammer            | ●         |           | Beate Gerlach     |
| Liza                 | Caroline Johansson Kuhmunen | ●         | ●         | Magdalena Turba   |
| Rebecca Lindmark     | Amalia Holm                 | ●         |           | Victoria Frenz    |
| Benjamins Mutter     | Marie Delleskog             | ●         |           | Isabella Grothe   |
| Joar Särn            | Simon J. Berger             |           | ●         | ?                 |
| Pål                  | Ulf Stenberg                |           | ●         | ?                 |

## Veröffentlichung
Die schwedische Erstveröffentlichung der ersten Staffel erfolgte vom 14. November bis 12. Dezember 2018 beim Streaming-Anbieter C More. Für 2019 war die Ausstrahlung beim schwedischen Fernsehsender TV4 angekündigt.
Das Erste zeigt die zu drei Filmen kombinierten sechs Episoden der ersten Staffel am Gründonnerstag, Ostersonntag und Ostermontag 2019 erstmals im Fernsehen. Seit den denselben Tagen sind die Episoden auf Deutsch auch bei Amazons Video-on-Demand-Dienst Prime Video erhältlich.
Am 26. April 2019 erschien die erste Staffel auf Deutsch als DVD-Box, herausgegeben vom Label Edel Germany.

## Episodenliste

### Staffel 1
| Nr. | Erstveröffentlichung Schweden | Deutschsprachige Erstveröffentlichung | Deutscher Titel   | Einschaltquoten Dtl. Reichweite / Marktanteil |
| --- | ----------------------------- | ------------------------------------- | ----------------- | --------------------------------------------- |
| 1   | 14. Nov. 2018                 | 18. Apr. 2019                         | Der Goldrausch    | 2,14 Mio. / 8,8 %                             |
| 2   | 14. Nov. 2018                 | 18. Apr. 2019                         | Der Goldrausch    | 2,14 Mio. / 8,8 %                             |
| 3   | 21. Nov. 2018                 | 21. Apr. 2019                         | Die Jagd          | 2,06 Mio. / 8,6 %                             |
| 4   | 28. Nov. 2018                 | 21. Apr. 2019                         | Die Jagd          | 2,06 Mio. / 8,6 %                             |
| 5   | 5. Dez. 2018                  | 22. Apr. 2019                         | Das nächste Opfer | 2,44 Mio. / 10,0 %                            |
| 6   | 12. Dez. 2018                 | 22. Apr. 2019                         | Das nächste Opfer | 2,44 Mio. / 10,0 %                            |

### Staffel 2
| Nr. | Erstveröffentlichung Schweden |
| --- | ----------------------------- |
| 1   | 8. März 2021                  |
| 2   | 15. März 2021                 |
| 3   | 22. März 2021                 |
| 4   | 29. März 2021                 |
| 5   | 5. Apr. 2021                  |
| 6   | 12. Apr. 2021                 |

## Kritik
Deutsche Kritiker äußerten sich über die erste Staffel überwiegend positiv. Im Tagesspiegel etwa befand der Journalist Joachim Huber das Werk deshalb für interessant und attraktiv, weil die Filmgattung Scandinavian Noir in dem Werk „nicht zur Monstrosität mit monströsen Morden und Mördern“ werde, sondern hier das Menschliche in den Vordergrund geschoben werde. In einer in prisma erschienenen Kritik lobte Eric Leimann den Krimi für zwei Stärken, und zwar die Arbeit des Kameramanns John Strandh, der die schwedische Natur „fein eingefangen“ und „reizvoll dunkel“ fotografiert habe, und die Leistung des Hauptdarstellers Lassgard, „dem man selbst dann noch interessiert zuschaut, wenn er als nordschwedischer Senior-Grantler [sic!] einfach nur sein Dach repariert oder mit seinem Hund spricht.“